# Треньов Костянтин Андрійович
Костянти́н Андрі́йович Треньо́в (*21 травня (2 червня) 1876–19 травня 1945) — російський письменник родом з хутора Ромашова Харківської губернії; 1907—1931 жив в Сімферополі, РРФСР; з того часу низка оповідань на селянські теми, цикл нарисів «На Украине» (1916), в яких змальоване життя і побут українського народу. В українських театрах ставлять драми Треньова «Любов Ярова» (1927) і «На березі Неви» (1937).

## Життєпис

Пам'ятник Костянтину Треньову в Сімферополі

Народився на хуторі Ромашова Вовчанського повіту Харківської губернії (нині село Бакшеївка Вовчанського району Харківської області) в сім'ї колишнього кріпака Андрія Кириловича Треньова. У пошуках «вільної землі» сім'я Треньова перебралася з Харківської губернії в Область Війська Донського, де влаштувалася на хуторі Мокра Журавка, поблизу залізничної станції Міллерово (нині хутір Трёневка Міллеровський район Ростовської області).
Початкову освіту здобув у земській школі.
У 1890—1893 роках навчався в Донському окружному училище в станиці Каменська (нині місто Каменськ-Шахтинський), а по його закінченні — в землеробському училищі під Харковом.
Закінчив Донську духовну семінарію в Новочеркаську (1896—1899), а потім — духовну академію в Петербурзі.
У 1901—1903 роках навчався в Петербурзькому археологічному інституті.
У 1909—1910 роках був висланий до Вовчанського повіту. 
Вже будучи відомим письменником, в 1921 році прослухав курс на агрономічному факультеті в Таврійському університеті.
З 1931 року проживав в Москві.
У роки Другої Світової війни разом з іншими письменниками виїхав в евакуацію до Татарстану, де проживав у Чистополі.
Костянтин Треньов помер 19 травня 1945 року. Похований в Москві на дільниці № 1 Новодівичого кладовища.

## Нагороди
Сталінська премія першого ступеня — 1941 — за п'єсу «Любов Ярова», орден Трудового Червоного Прапора — 1938, орден «Знак Пошани» — 1939.

## Пам'ять
У Сімферополі іменем Костянтина Треньова названо парк, в центрі якого височіє пам'ятник Треньову.